# Ludwig Voigt
Ludwig Voigt, vollständig Johann Ludwig Voigt (* 28. November 1752 in Coburg; † 8. Januarjul. / 20. Januar 1835greg. in Riga) war ein deutscher Lehrer und Freimaurer.

## Leben
Ludwig Voigt war der älteste Sohn des Kancellisten Johann Friedrich Voigt († 1772) und dessen Frau Henriette Dorothea, geb. Meitzen († 1794). Er besuchte das Gymnasium Casimirianum Coburg in Coburg; ab 1770 studierte er an der Universität Jena. Da sein Vater 1772 starb und sein Stipendium nicht ausreichte, musste er schon früh anfangen, Privatunterricht zu geben. 1775 erhielt er auf Empfehlung seines Lehrers Justus Christian Hennings die Stelle eines Hauslehrers bei den Kindern des Herrn von Berg auf Kadfer (lettisch Katvari, Kirchspiel Ubbenorm/Umurga) in Livland. Michaelis 1783 begleitete er zwei seiner Schüler an die Universität Göttingen und stand ihnen dort noch zwei Jahre als Hofmeister in ihren Studien zur Seite. In Göttingen erneuerte er seine Bekanntschaft mit Johann Georg Heinrich Feder und hospitierte bei Ludwig Timotheus Spittler.

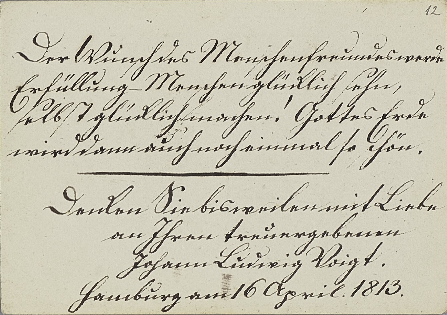
Autograph von Ludwig Voigt: Eintrag im Album amicorum von Nikolaus Heinrich Julius 1813

Michaelis 1785 kam er als Lehrer an das neugegründete Lehrinstitut von Friedrich Bernhard von Wickede in Lübeck. 1786 wurde er mit seinen Schülern Zeuge des Ballonaufstiegs von Jean-Pierre Blanchard in Hamburg. Als das Institut 1790 einging und von Wickede Konkurs anmelden musste, nahm Voigt einen Ruf als Professor und Rektor in Hildburghausen an. 1794 erhielt er eine Berufung als Rektor im finnischen Åbo. Er verpasste das letzte Schiff des Herbstes, blieb bis zum Frühjahr 1795 in Lübeck und gab Privatstunden. Dann folgte er dem Rat wohlmeinender Freunde und ging nach Hamburg, um dort ein Erziehungsinstitut für Knaben zu gründen. Das Institut lief sehr gut an; er konnte es schon bald Verbindung mit dem Schriftsteller Leonhard Wächter vergrößern. Im Sommer 1803 besuchte er seinen Bruder in Riga, 1810 seine Verwandten in Coburg. Die Folgen der Hamburger Franzosenzeit und der Befreiungskriege, insbesondere die Belagerung und Befreiung der Stadt 1813, brachten jedoch sein Institut zum Erliegen.
So nahm er die Einladung seines Bruders, ganz nach Riga zu kommen, an, und reiste im Sommer 1814 mit seinen beiden Söhnen ins Baltikum. Er gab zunächst Privatstunden. Am 8. Januar 1815 wurde er als Lehrer bei der Zweiten Kreisschule eingeführt. Zwei Jahre später wurde er zum Lehrer an der Stadttöchterschule ernannt. Am 1. September 1820 wurde er provisorischer Inspektor der zweiten Kreisschule. Am 23. April 1821 erhielt er die Vokation als Inspektor.
Er starb nach langer schwerer Krankheit am 8./20. Januar 1835. Die Bestattung des „verdienstreichen Patriarchen unter Riga's Schulmännern“ geschah vom Dom zu Riga aus am 14. Januar, unter zahlreicher Begleitung von Angehörigen und Freunden, Lehrerkollegen und vormaligen und letzten Schülern und Schülerinnen.

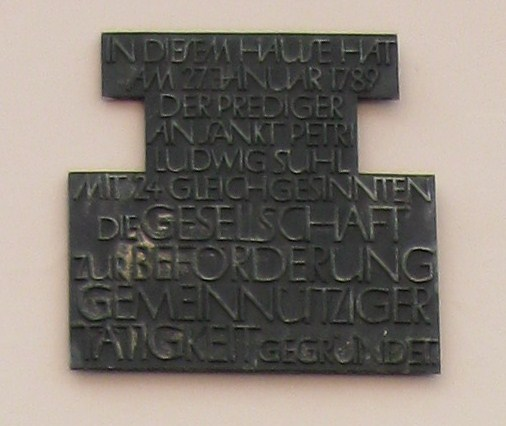
Erinnerungstafel an die Gründung der Gesellschaft zur Beförderung gemeinnütziger Tätigkeit in der Großen Petersgrube 27 in Lübeck

Voigt war im November 1784 in Göttingen Freimaurer in der Loge Zum goldenen Zirkel geworden. In Lübeck trat er 1786 der Loge Zum Füllhorn bei; er diente ihr als Sekretär und 1789/90 nach v. Wickedes Konkurs und Rücktritt kurzzeitig als Meister vom Stuhl 1789 war er einer der Mitgründer der Gesellschaft zur Beförderung gemeinnütziger Tätigkeit. In Hamburg war er Mitglied und Meister von Stuhl der Loge Emanuel zur Maienblume sowie Mitglied der Patriotischen Gesellschaft. In Riga engagierte er sich in der Literärisch-practischen Bürgerverbindung und lehrte an der von ihr gegründeten Luther-Sonntagsschule.
Seit Anfang 1790 war er verheiratet mit Friederike Christine Magdalena, geb. Ludemann († 6. Oktober 1810 in Hamburg), einer Tochter des Hauptmannes Ludemann in Lübeck. Das Paar hatte vier Töchter und zwei Söhne. Zwei der Töchter starben im Kindesalter.
Von Voigt sind in der Datenbank Repertorium alborum amicorum zwei Einträge in Stammbüchern verzeichnet: 1776 in Jena im Stammbuch von Anton Christian Niehaus sowie 1813 in Hamburg im Stammbuch von Nikolaus Heinrich Julius.

## Auszeichnungen
- Titel Collegiensecretair (15. Februar 1825)[11]
- Titulärrat (15. November 1826)
- Ehrenzeichen für untadelhaften fünfzehnjährigen Dienst (15. Oktober 1828)

## Werke
- Reise der Zöglinge des Lübeckischen Erziehungsinstituts nach Hamburg bey Gelegenheit der Blanchardischen Luftreise. Gotha: Ettinger 1788
- Lieder zum Gebrauch der unter der Constitution der großen Provinzialloge von Hamburg und Niedersachsen arbeitenden Logen. Als Manuscript für Brüder. Hamburg 1801  urn:nbn:de:bvb:12-bsb10129052-3